# Портретна фотографія
Портре́тна фотогра́фія — фотографія людини або групи людей, яка охоплює особистість предмета, використовуючи ефективне освітлення, фони та пози. Портретна світлина може бути художньою, а може бути й клінічною, як частина медичного дослідження. Найчастіше портрети замовляють на особливі випадки, наприклад, на весілля чи шкільні заходи. Портрети мають широкий спектр використання, від особистого вебсайту до бізнесу.

## Історія
Відносно низька вартість дагеротипу в середині XIX століття та скорочення часу на сидіння об'єкта, хоча ще набагато довше, ніж зараз, призвели до загального зростання популярності портретної фотографії над намальованим портретом. Стиль ранніх творів відображав технічні виклики, пов'язані з тривалим часом експозиції та живописною естетикою того часу. Об'єкти сиділи навпроти звичайного фону та освітлювались м'яким світлом верхнього вікна, і всього, що могло відбивати дзеркалами. Успіхи у фототехнічному обладнанні й техніці розробили та дали фотографам можливість знімати зображення із меншим часом експозиції та виготовлення портретів поза студією.

## Освітлення для портрета
Коли портретні фотографії знімаються в студії, фотограф контролює освітлення композиції об'єкта і може регулювати напрямок та інтенсивність світла. Існує багато способів освітлення обличчя об'єкта, але є кілька загальних схем освітлення, які досить просто описати.

### Освітлення трьома джерелами світла
Одна з основних схем є триточкове освітлення. Ця схема використовує три (а іноді й чотири) джерела світла для повного моделювання (вияснення деталей та тривимірності) особливостей предмета.

### Освітлення «метеликом»
Для освітлення «метеликом» використовується лише два джерела світла. Ключове світло розміщується безпосередньо перед об'єктом зйомки, часто над камерою або трохи вбік, і трохи вище, ніж звичайне для триточкової схеми освітлення. Друге світло — це світло обода.
Часто відбивач світла розміщують під обличчям предмета, щоб забезпечити наповнення світлом і пом'якшення тіней.

### Допоміжне світло
Це освітлення можна додати до базових схем освітлення, щоб забезпечити додаткові світлі світлини або додати визначення фону.

#### Фонове світло
Створена для забезпечення освітленості для фону за об'єктом, фонове освітлення може виділяти деталі на задньому плані, надавати ефект ореолу, висвітлюючи частину фону за головою, або зробити фон чисто білим, заповнивши його світлом.

## Приклади фотопортретів
- Героїчний партизан
- Афганська дівчина
- День Перемоги над Японією на Таймс-сквер
- Козарчанка
- Комбат
- Портрети Кім Ір Сена та Кім Чен Іра